# Over the Years and Through the Woods
Over the Years and Through the Woods è un album dal vivo del gruppo rock-metal statunitense Queens of the Stone Age, pubblicato nel 2005.

## Tracce
1. Go with the Flow – 2:58
2. Regular John – 5:24
3. Monsters in the Parasol – 4:39
4. Tangled Up in Plaid – 4:00
5. Little Sister – 2:51
6. You Can't Quit Me Baby – 9:49
7. I Wanna Make It wit Chu – 4:27
8. Leg of Lamb – 3:34
9. I Think I Lost My Headache – 5:24
10. Mexicola – 5:09
11. Burn the Witch – 3:12
12. Song for the Dead – 7:47
13. No One Knows – 7:47
14. Long Slow Goodbye – 7:20